# Crush the Castle
Crush the Castle es un juego flash de física desarrollado por Armor Games. La versión Flash se lanzó el 28 de abril de 2009 y las versiones para iPhone y iPod Touch se lanzaron el 19 de enero de 2010. Destaca por su mecánica de juego "arrojadiza", que influyó en el popular juego móvil Angry Birds, el objetivo de Crush the Castle consiste en matar a todos los habitantes de varios castillos utilizando una catapulta para lanzar grandes piedras o bombas. Una secuela, Crush the Castle 2, tiene una jugabilidad similar, pero presenta nuevos mapas y potenciadores.

## Jugabilidad
El objetivo del juego es matar a todos los habitantes de varios castillos usando una catapulta para arrojar grandes piedras o bombas. Los jugadores también pueden crear y destruir sus propios diseños de castillos.

### Crush the Castle 2
Crush the Castle 2 es similar, pero presenta nuevos mapas, nuevos potenciadores y un generador de niveles renovado. Las cosas nuevas para disparar desde el trabuquete son el fuego griego, las granadas de hielo, los frascos llenos de anguilas eléctricas y un misterioso frasco violeta que crea un pequeño agujero negro. Además, los componentes estructurales se pueden desintegrar.

## Desarrollo
Los desarrolladores citan el juego Castle Clout, lanzado el 4 de octubre de 2008 por Liam Bowmers, como su inspiración. Armor Games solicitó y recibió permiso de Bowmers para usar sus ideas para el desarrollo de Crush the Castle.

## Recepción
Jeffrey Haynes de IGN calificó el juego como "sorprendentemente profundo y divertido para una premisa tan simple". Justin McElroy de Joystiq declaró 'Es un mecánico simple, pero es difícil negar que es que es satisfactorio.'  Stephen Greenwell de Gamezebo calificó con 2/5 estrellas, afirmando que es 'fácil de recoger y jugar', pero tiene 'un juego muy repetitivo' y 'sin brillo visuales y sonidos'. Levi Buchanan de IGN lo calificó con un 7/10, afirmando que "si te gustan los juegos de rompecabezas basados en la física, este es uno de los mejores". Brian Crecente de Kotaku dijo, " he crecido bastante cariñoso de Aplastar el Castillo." Christopher Hyde de Gamasutra listó Crush the castle en su lista de "Los 99 Mejores Juegos Gratis Del 2009".